# سيندي غيلبرت
سيندي غيلبرت (بالإنجليزية: Cindy Gilbert)‏ هي منافسة ألعاب القوى أمريكية، ولدت في 23 يونيو 1957.

## وصلات خارجية
- سيندي غيلبرت على موقع أوليمبيديا (الإنجليزية)